# Wireshark
Het computerprogramma Wireshark is een 'packet sniffer' en 'protocol analyzer', een programma dat gebruikt wordt om gegevens op een computernetwerk op te vangen en te analyseren. Wireshark is een fork van het vroeger populaire Ethereal.

## Functies
De functionaliteit van Wireshark lijkt enigszins op de standaardtool tcpdump, maar biedt een GUI en meer opties voor het sorteren en filteren van gegevens. Met het programma kan de gebruiker zien welke data over het netwerk wordt verstuurd door de netwerkkaart in 'promiscue modus' te zetten. Wireshark beeldt niet zomaar het netwerkverkeer af, maar "begrijpt" de structuur van de talrijke netwerkprotocollen. Op deze manier kan de software de verschillende geneste protocollen weergeven en de inhoud van elk veld tonen.
Wireshark wordt onder een opensourcelicentie verspreid. Het programma is gecreëerd met de cross-platform GTK+-toolkit, en draait zo op verschillende platforms, zoals Windows, Unix en Unix-achtige systemen zoals Linux, Solaris, FreeBSD, NetBSD, OpenBSD en Mac OS X. Het programma gebruikt Pcap (zie libpcap) voor het inlezen van de netwerkpakketten.

## Geschiedenis
De ontwikkeling van het programma werd begonnen door Gerald Combs, onder de naam Ethereal. De eerste versie verscheen rond 1998 onder een GPL-licentie. Het programma kreeg al gauw succes. Na verloop van tijd ontwikkelden meer dan 500 mensen mee aan het programma, waarbij Gerald Combs het geheel bleef onderhouden en nieuwe versies uitbrengen. Toen op 8 juni 2006 hoofdontwikkelaar Gerald Combs van werk veranderde, kon hij niet tot een akkoord komen met zijn vorige werkgever, die de rechten op de merknaam Ethereal bezat. Combs mocht de naam niet blijven gebruiken, maar bezat wel nog copyright op de broncode. Hij nam de subversion-repository van Ethereal en gebruikte dit als basis om verder te gaan met het programma onder de naam Wireshark.